# Episodi de La banda dei cinque (prima stagione)
Questa voce contiene trame, dettagli e crediti dei registi e degli sceneggiatori della prima stagione della serie televisiva La banda dei cinque
Nel Regno Unito, la serie fu trasmessa dalla ITV dal 3 luglio al 31 dicembre 1978. In Italia andò in onda su Rai 2 nel 1979. Nel primo passaggio televisivo italiano, non è stato rispettato l'ordine cronologico di trasmissione originale.
| nº | Titolo originale                        | Titolo italiano                                | Prima TV UK       | Prima TV Italia |
| -- | --------------------------------------- | ---------------------------------------------- | ----------------- | --------------- |
| 1  | Five on Kirrin Island (1)               | I cinque all'isola di Kirrin (prima parte)     | 3 luglio 1978     | 5 marzo 1979    |
| 2  | Five on Kirrin Island (2)               | I cinque all'isola di Kirrin (seconda parte)   | 10 luglio 1978    | 6 marzo 1979    |
| 3  | Five Go Adventuring Again               | I cinque attraverso i muri                     | 17 luglio 1978    | 14 marzo 1979   |
| 4  | Five Go to Smuggler's Top (1)           | I cinque nella palude contesa (prima parte)    | 24 luglio 1978    | 12 marzo 1979   |
| 5  | Five Go to Smuggler's Top (2)           | I cinque nella palude contesa (seconda parte)  | 31 luglio 1978    | 13 marzo 1979   |
| 6  | Five Go Off in a Caravan                | I cinque alle prese con strane persone         | 7 agosto 1978     | 15 marzo 1979   |
| 7  | Five Go Off to Camp (1)                 | I cinque nella galleria murata (prima parte)   | 14 agosto 1978    | 21 marzo 1979   |
| 8  | Five Go Off to Camp (2)                 | I cinque nella galleria murata (seconda parte) | 21 agosto 1978    | 22 marzo 1979   |
| 9  | Five Go on a Hike Together              | I cinque e la furba Jane                       | 4 settembre 1978  | 7 marzo 1979    |
| 10 | Five Go to Mystery Moor                 | I cinque perduti nella nebbia                  | 11 settembre 1978 | 9 marzo 1979    |
| 11 | Five on a Secret Trail                  | I cinque tra i fantasmi                        | 18 settembre 1978 |                 |
| 12 | Five Go to Billycock Hill               | I cinque in zona militare                      | 25 settembre 1978 | 19 marzo 1979   |
| 13 | Five Go to Finniston Farm               | I cinque nel castello normanno                 | 2 ottobre 1978    | 8 marzo 1979    |
| 14 | Five Get into Trouble (1): Prisoners    | I cinque nel nido del gufo (prima parte)       | 19 novembre 1978  | 29 marzo 1979   |
| 15 | Five Get into Trouble (2): Conspiracies | I cinque nel nido del gufo (seconda parte)     | 26 novembre 1978  | 30 marzo 1979   |
| 16 | Five Get into a Fix                     | I cinque in aiuto della vecchia signora        | 3 dicembre 1978   | 28 marzo 1979   |
| 17 | Five Are Together Again (1)             | I cinque e lo strano scimmione (prima parte)   | 10 dicembre 1978  |                 |
| 18 | Five Are Together Again (2)             | I cinque e lo strano scimmione (seconda parte) | 17 dicembre 1978  |                 |
| 19 | Five Have a Wonderful Time              | I cinque si divertono un mondo                 | 31 dicembre 1978  | 27 marzo 1979   |

## I cinque all'isola di Kirrin (prima parte)
- Titolo originale: Five on Kirrin Island (1)
- Diretto da: Peter Duffell
- Scritto da: Gloria Tors

### Trama
Anne, Julian e Dick si recano per la prima volta a Kirrin per trascorrere le vacanze al Kirrin Cottage con la cugina George, la zia Fanny e lo zio Quentin.
Lo strano signor Curton appare fin troppo interessato al progetto segreto dello zio Quentin. Quando il padre di George viene rapito, i ragazzi si riuniscono per trovare il modo di aiutarlo.
- Altri interpreti: James Villiers (Johnson), Oscar Quitak (Curton), Friedrich von Thun (Rogers)

## I cinque all'isola di Kirrin (seconda parte)
- Titolo originale: Five on Kirrin Island (2)
- Diretto da: Peter Duffell
- Scritto da: Gloria Tors

### Trama
Anne, Julian e Dick si recano per la prima volta a Kirrin per trascorrere le vacanze al Kirrin Cottage con la cugina George, la zia Fanny e lo zio Quentin.
Lo strano signor Curton appare fin troppo interessato al progetto segreto dello zio Quentin.Quando il padre di George viene rapito, i ragazzi si riuniscono per trovare il modo di aiutarlo.
- Altri interpreti: James Villiers (Johnson), Oscar Quitak (Curton), Friedrich von Thun (Rogers), Donald Morley (Police Inspector)

## I cinque attraverso i muri
- Titolo originale: Five Go Adventuring Again
- Diretto da: Don Leaver
- Scritto da: Richard Carpenter

### Trama
C'è un ladro in Cottage Kirrin! La Banda Dei Cinque pensa di sapere chi è, ma dovrà dimostrarlo! Dove possono trovare le prove? La scoperta di una vecchia mappa in un insolito nascondiglio li aiuterà ad andare in fondo a questo mistero e scoprire il vero colpevole!
- Altri interpreti: Pearl Hackney (Mrs. Sanders), Friedrich von Thun (Rogers), Peter Dennis (Roland), Alec Bregonzi (Wilton), Johnny Wade (Thomas)

## I cinque nella palude contesa (prima parte)
- Titolo originale: Five Go to Smuggler's Top (1)
- Diretto da: Peter Duffell
- Scritto da: Gloria Tors

### Trama
Ci possono essere ancora contrabbandieri a Smuggler's Top? La Banda dei cinque va in vacanza in un'antica casa di campagna, qui scoprirà un sacco di passaggi segreti, nascondigli ingegnosi e tunnel sotterranei!
Insolite e sinistre segnalazioni luminose, fatte dalla torre verso la buia e tenebrosa palude, insospettiscono Sooty.
Ecco servito un nuovo mistero per la banda, cosa si nasconderà dietro a tutto questo?
- Altri interpreti: Ronald Fraser (Mr. Barling), John Carson (Mrs. Lenoir), Ron Pember (Block), Ingrid Hafner (Mr. Lenoir), Jonathan Wilmot (Sooty Lenoir), Charlotte Avery (Marybelle Lenoir)

## I cinque nella palude contesa (seconda parte)
- Titolo originale: Five Go to Smuggler's Top (2)
- Diretto da: Peter Duffell
- Scritto da: Gloria Tors

### Trama
Ci possono essere ancora contrabbandieri a Smuggler's Top? La Banda dei cinque va in vacanza in un'antica casa di campagna, qui scoprirà un sacco di passaggi segreti, nascondigli ingegnosi e tunnel sotterranei!
Insolite e sinistre segnalazioni luminose, fatte dalla torre verso la buia e tenebrosa palude, insospettiscono Sooty.
Ecco servito un nuovo mistero per la banda, cosa si nasconderà dietro a tutto questo?
- Altri interpreti: Ronald Fraser (Mr. Barling), John Carson (Mrs. Lenoir), Ron Pember (Block), Ingrid Hafner (Mr. Lenoir), Richard Shaw (Police Inspector), Mandy More (Sarah), Jonathan Wilmot (Sooty Lenoir), Charlotte Avery (Marybelle Lenoir)

## I cinque alle prese con strane persone
- Titolo originale: Five Go Off in a Caravan
- Diretto da: Peter Duffell
- Scritto da: Richard Sparks

### Trama
La banda dei cinque questa volta è in viaggio con carrozzoni trainati da cavalli, quando si imbatte in un circo errante, decide di accamparsi nelle vicinanze.
I cinque ignari di aver ostruito l'ingresso di una grotta, usata come nascondiglio da due loschi circensi, con i loro carri, si troveranno coinvolti in furto di preziosi gioielli.Ecco che inizia una nuova ed eccitante avventura all'insegna del mistero.
- Altri interpreti: Brian Glover (Tiger Dan), Sean Lynch (Lou), Peter Cartwright (Police Inspector), Gary Dundaven (Nobby)

## I cinque nella galleria murata (prima parte)
- Titolo originale: Five Go Off to Camp (1)
- Diretto da: James Gatward
- Scritto da: Gloria Tors

### Trama
Treni fantasma, che passano nel cuore della notte e sembrano svanire nel nulla! Ma dove vanno? La banda dei cinque è decisa a scoprire cosa succeda realmente. Ma la scoperta di un insolito sistema di gallerie sotterranee, li lascia perplessi.Se seguiranno le tracce, riusciranno a risolvere il mistero?
- Altri interpreti: Cyril Luckham (Mr. Luffy), Joe Brady (Mrs Andrews), George Moon (Old Porter), Friedrich von Thun (Rogers), John Bardon (Peters), John Barrett (Wooden-Leg Sam), Chris Wilkinson (Jock), Christine Akehurst (Mrs Andrews)

## I cinque nella galleria murata (seconda parte)
- Titolo originale: Five Go Off to Camp (2)
- Diretto da: James Gatward
- Scritto da: Gloria Tors

### Trama
Treni fantasma, che passano nel cuore della notte e sembrano svanire nel nulla! Ma dove vanno? La banda dei cinque è decisa a scoprire cosa succeda realmente. Ma la scoperta di un insolito sistema di gallerie sotterranee, li lascia perplessi.Se seguiranno le tracce, riusciranno a risolvere il mistero?
- Altri interpreti: Cyril Luckham (Mr. Luffy), Joe Brady (Mrs Andrews), John Bardon (Peters), John Barrett (Wooden-Leg Sam), Chris Wilkinson (Jock)

## I cinque e la furba Jane
- Titolo originale: Five Go on a Hike Together
- Diretto da: James Gatward
- Scritto da:

### Trama
Dick rimane sorpreso, quando svegliato nel cuore della notte da una luce che lampeggia attraverso una finestrella del fienile, in cui la banda ha trovato riparo per la notte non essendo riusciti ad arrivare alla fattoria Bene-Pond prima del tramonto.
Qualcuno sta cercando di mandargli un messaggio in codice?
Quando i cinque apprendono dalla polizia che sono nella zona delle ricerche di un evaso, cercano di spiegare quanto accaduto la notte prima, ma Dick sbaglia a dire l'orario, avendo l'orologio fermo, e non vengono creduti.
I cinque non hanno altra scelta se non, risolvere il mistero da soli.
- Altri interpreti: Daniel Moynihan (Police Inspector), Prentis Hancock (Dirty Dick), Lally Percy (Maggie), Frank Ellis (Williams)

## I cinque perduti nella nebbia
- Titolo originale: Five Go to Mystery Moor
- Diretto da: James Gatward
- Scritto da: Gloria Tors

### Trama
Mystery Moor, un luogo immerso nella nebbiosa brughiera, cela l'ennesimo mistero per i cinque! C'è qualcosa di pericoloso là fuori, ma la banda ha bisogno di aiuto per scoprire di cosa si tratta. Gli zingari accampati nella brughiera sono scostanti e vaghi, attirando l'attenzione dei cinque, i quali non hanno altra scelta che indagare, ma dovranno rischiare nel seguire il sentiero tra le nebbie insidiose.
- Altri interpreti: Willoughby Goddard (The Man), Michael Sheard (Police Inspector), John Flint (Captain Johnson), Norman Mitchell (Ben), Frank Jarvis (Heavy), Alexis Hurst (Henrietta), Kevin Hudson (Sniffy), Adam Stafford (William)

## I cinque tra i fantasmi
- Titolo originale: Five on a Secret Trail
- Diretto da: Don Leaver
- Scritto da: Richard Sparks

### Trama
Di nuovo campeggio. Questa volta i Cinque piantano le tende nei pressi di un vecchio casolare in rovina ed all'apparenza abbandonato da anni. Quando Anne sente strani rumori durante la notte gli altri non ci credono, fino a quando non vedono luci spettrali tra gli alberi. Potrebbe essere infestata dai fantasmi la casa? Oppure qualcuno è alla ricerca di un tesoro, e non vuole bambini curiosi nelle vicinanze?
- Altri interpreti: Ray Armstrong (Inspector), Gertan Klauber (Brian), Diana Lambert (Jess), Jeremy Stacey (Guy Lawdler), Paul Stacey (Harry Lawdler), Peter Wilson (Mack)

## I cinque in zona militare
- Titolo originale: Five Go to Billycock Hill
- Diretto da: Don Leaver
- Scritto da: Gail Renard

### Trama
È di nuovo tempo di vacanze, e la banda dei cinque questa volta le trascorrono a Billycock Hill, dove si accampano vicino alla base militare della RAF. Qui fanno amicizia con Jeff Thomas un vero pilota! Ma quando scompare assieme ad un prototipo di aereo militare top secret, viene accusato del furto. I Cinque sono perplessi. Possibile che il loro nuovo amico sia una spia? La banda si unirà nello sforzo di dimostrare l'innocenza di Jeff.
- Altri interpreti: Geoffrey Bayldon (Mr. Gringle), George Innes (Military Policeman), Barry Andrews (Flight Lieutenant Jeff Thomas), Gretchen Franklin (Mrs. Janes), Kenneth Waller (Enemy Agent), Andrew Bagley (Toby), Ray Barron (Will James), Rowland Guinnane (Benny)

## I cinque nel castello normanno
- Titolo originale: Five Go to Finniston Farm
- Diretto da: Peter Duffell
- Scritto da: Gloria Tors

### Trama
I cinque amici sono in visita alla fattoria Finniston, qui scoprono che c'è un castello in rovina nelle vicinanze, ma solo i sotterranei sono rimasti integri. La banda dei cinque è determinata a trovare ciò che si cela al loro interno. Ma qualcun altro vuole scoprirlo per primo. Riusciranno i cinque a dimostrare che il commerciante di antiquariato non è altri che un criminale?
- Altri interpreti: Leslie Dwyer (Grandad), Thelma Whiteley (Mrs. Philpot), Ben Aris (Mr. Durleston), Peter Copley (Mr. Finniston), Shane Rimmer (Mr. Henning), Simon Adams (Harry Philpot), Andy Campbell (Junior Henning), Julia Silk (Harriet Philpot)

## I cinque nel nido del gufo (prima parte)
- Titolo originale: Five Get into Trouble (1): Prisoners
- Diretto da: Sidney Hayers
- Scritto da: Richard Sparks

### Trama
La banda dei cinque è sconvolta! Dick, scambiato per Richard, il figlio di un riccone della zona, è stato rapito! La banda alla fine lo rintraccia in una solitaria villa circondata da alte mura di cinta ed un massiccio cancello automatico come unica entrata, anche loro verranno sequestrati e tenuti prigionieri.
Come faranno gli intrepidi cinque ad uscire da questo pasticcio?
- Altri interpreti: Grant Bardsley (Richard Kent), Stephan Chase (Perton), David Cook (Ted), Brian Croucher (Rooky), Peggy Ledger (Aggie), Leon Lissek (Hunchy), Walter Sparrow (Weston), Victor Brooks (Police Inspector)

## I cinque nel nido del gufo (seconda parte)
- Titolo originale: Five Get into Trouble (2): Conspiracies
- Diretto da: Sidney Hayers
- Scritto da: Richard Sparks

### Trama
La banda dei cinque è sconvolta! Dick, scambiato per Richard, il figlio di un riccone della zona, è stato rapito! La banda alla fine lo rintraccia in una solitaria villa circondata da alte mura di cinta ed un massiccio cancello automatico come unica entrata, anche loro verranno sequestrati e tenuti prigionieri.
Come faranno gli intrepidi cinque ad uscire da questo pasticcio?
- Altri interpreti: Stephan Chase (Perton), Leon Lissek (Hunchy), Brian Croucher (Rooky), Grant Bardsley (Richard Kent), Victor Brooks (Police Inspector), Peggy Ledger (Aggie), Walter Sparrow (Weston), David Cook (Ted)

## I cinque in aiuto della vecchia signora
- Titolo originale: Five Get into a Fix
- Diretto da: David Pick
- Scritto da: Gloria Tors

### Trama
Chi vive nella misteriosa casa nei pressi della villetta dove i cinque stanno soggiornando? il custode dice che nessuno ha vissuto lì per anni, ma gli amici sono sicuri di aver visto un volto tormentato in una delle finestre di Old Towers. Che sia la vecchia signora Thomas tenuta prigioniera dal figlio? Per aiutare la povera donna dovranno trovare l'ingresso segreto. Verrà loro in aiuto Ailey, una ragazzina del posto che conosce tutti i nascondigli di Old Towers.
- Altri interpreti: Maurice Kaufmann (Llewellyn Thomas), Catherine Brandon (Mrs. Jones), Ian Collier (Friendly shepherd), Aimée Delamain (Mrs. Thomas), Maureen Morris (Ailey's Mother), Martin Potter (Morgan Jones), Samantha Weysom (Ailey), John C. Williams (Police Inspector)

## I cinque e lo strano scimmione (prima parte)
- Titolo originale: Five Are Together Again (1)
- Diretto da: James Gatward
- Scritto da: Gloria Tors

### Trama
A causa di una malattia sconosciuta i genitori di George vengono messi in quarantena e i ragazzi mandati a casa del professore Hayling, un noto scienziato. Qui insieme al'amico Tinker, figlio del professore, fanno visita al circo accampato poco distante, dove conosceranno Mr. Tapper, un clown che si esibisce insieme a uno scimpanzé di nome Charlie e Mr. Wooh, un personaggio dotato di memoria infallibile, molto interessato al lavoro del padre di Tinker. Quando gli appunti segreti dello scienziato scompaiono, Charlie è il primo sospettato, ma i cinque decidono di non credere alla sua colpevolezza.
Ecco servito un altro mistero da risolvere!
- Altri interpreti: Alfie Bass (Mr. Tapper), Timothy Bateson (Professor Hayling), Wayne Brooks (Tinker Hayling), Kenneth Cope (Sam), Brenda Cowling (Jenny), Peter Jeffrey (Mr. Wooh), David Rappaport (Mr. Wooh's Assistant)

## I cinque e lo strano scimmione (seconda parte)
- Titolo originale: Five Are Together Again (2)
- Diretto da: James Gatward
- Scritto da: Gloria Tors

### Trama
A causa di una malattia sconosciuta i genitori di George vengono messi in quarantena e i ragazzi mandati a casa del professore Hayling, un noto scienziato. Qui insieme al'amico Tinker, figlio del professore, fanno visita al circo accampato poco distante, dove conosceranno Mr. Tapper, un clown che si esibisce insieme a uno scimpanzé di nome Charlie e Mr. Wooh, un personaggio dotato di memoria infallibile, molto interessato al lavoro del padre di Tinker. Quando gli appunti segreti dello scienziato scompaiono, Charlie è il primo sospettato, ma i cinque decidono di non credere alla sua colpevolezza.
Ecco servito un altro mistero da risolvere!
- Altri interpreti: Alfie Bass (Mr. Tapper), Kenneth Cope (Sam), Peter Jeffrey (Mr. Wooh), Timothy Bateson (Professor Hayling), Wayne Brooks (Tinker Hayling), Brenda Cowling (Jenny), David Rappaport (Mr. Wooh's Assistant)

## I cinque si divertono un mondo
- Titolo originale: Five Have a Wonderful Time
- Diretto da: Sidney Hayers
- Scritto da: Richard Sparks

### Trama
Lo scienziato Terry Kane, un amico dello zio Quentin, è stato rapito ed ingiustamente accusato di tradimento dalla stampa. Per pura coincidenza, i cinque amici stanno campeggiando nelle vicinanze del castello dove Pottersham lo tiene prigioniero. Il castello sembrava abbandonato ma da lontano vedono un volto alla finestra, chi si nasconde nel castello? Con l'aiuto degli zingari, accampati anch'essi nelle vicinanze, i ragazzi cercheranno di salvare il professore Kane.
- Altri interpreti: Leon Eagles (Terry Kane), Stephen Greif (Pottersham), Chubby Oates (Alfredo), Leslie Schofield (Bufflo), Rita Webb (Mrs. Alfredo)